# Романцево (Романовское сельское поселение)
Романцево — деревня в Весьегонском муниципальном округе Тверской области.

## География
Деревня находится в северо-восточной части Тверской области на расстоянии приблизительно 26 км на юг-юго-восток по прямой от районного центра города Весьегонск.

## История
Известна с 1646 года как деревня в составе Есеницкого стана, была монастырским владением до 1764 года. Дворов здесь было 19 (1859), 40 (1889), 73(1931), 30 (1963), 21 (1993), 15 (2008), 6 жилых (2020),. До 2019 года входила в состав Романовского сельского поселения до упразднения последнего.

## Население
Численность населения: 111 человек (1859 год), 224 (1889), 254 (1931), 89 (1963), 42 (1993), 5 (2020),, 58 (96 % русские) в 2002 году, 31 в 2010.